# Amarini Villatoro
Marvin Amarini Villatoro de León (Cobán, 6 de maio de 1985) é um treinador de futebol guatemalteco. Atualmente, comanda a seleção nacional.

## Carreira
Em 2006, aos 21 anos de idade, Villatoro estreou no futebol como auxiliar-técnico do Pérez Zeledón (Costa Rica), onde permaneceu durante um ano.
Sua primeira experiência como técnico foi na terceira divisão do Campeonato Guatemalteco, treinando o Los Potros del Tecnológico na campanha do acesso à segunda divisão nacional, e na temporada seguinte assumiu o Sayaxché, novamente no terceiro escalão do futebol da Guatemala, obtendo mais uma promoção. Voltaria ao Sayaxché em 2013, e após treinar o Cobán Imperial, o Deportivo Jocotán e o Deportivo Carchá, assinou com o Guastatoya em 2016. Ao vencer o Apertura e Clausura da primeira divisão em 2017–18, Villatoro tornou-se, aos 33 anos, o mais jovem técnico a conquistar o Campeonato nacional.
Em março de 2019, foi anunciado como novo treinador da Seleção da Guatemala, substituindo Walter Claverí.

## Títulos
Deportivo Guastatoya
- Primeira División de Guatemala: 2

(Clausura de 2018 e Apertura de 2018)